# Strychnos colubrina
Strychnos colubrina är en tvåhjärtbladig växtart som beskrevs av Carl von Linné. Strychnos colubrina ingår i släktet Strychnos och familjen Loganiaceae. Inga underarter finns listade i Catalogue of Life.